# Chvála Ferenc Kerubin
Chvála Ferenc Kerubin, Chvála Ferenc Cherub (Haszprunka, 1809. november 27. – Miskolc, 1889. augusztus 1.) minorita szerzetes, gimnáziumi igazgató-tanár, tartományfőnök.

## Élete
1829. október 24.-én lépett a rendbe és 1834. szeptember 21.-én szentelték áldozópappá Egerben. 1836-ban gimnáziumi tanár lett Aradon.
1842-ben Miskolcon a minoriták gimnáziumának tanára lett; magyart, latint, németet, természetrajzot, földrajzot és hittant is tanított. 1854-ben a gimnázium igazgatója lett; harminckét éven át vezette az intézményt, egészen az 1886-os államosításig. 1867-ben egyúttal tartományi titkár és kormánysegéd, 1878-ban örökös kormánytanácsos, 1880. április 29-étől a rendfőnök biztosa.

## Munkái
- Adatok a miskolczi r. kath. gimnázium történetéhez (a gimnázium Értesítőjében 1877. és 1879-ben)
- szerkesztette mint igazgató a gimnázium Értesítőjét 1856-tól 1886-ig